# Paul Robert Magocsi
Paul Robert Magocsi (1945) es un historiador estadounidense, interesado en la historia de Ucrania y de Europa Central y del Este.

## Biografía
Nacido en 1945, es profesor en la Universidad de Toronto, y ha publicado diversos trabajos sobre la historia de Europa Central y del Este, con especial dedicación a Ucrania. Es miembro de la Royal Society of Canada desde 1996.

## Obra
Entre sus publicaciones se encuentran:
Autor
- The Shaping of a National Identity: Subcarpathian Rus' 1848-1948 (1978).[4]
- Galicia: A Historical Survey and Bibliographic Guide (1983).[5]
- Historical Atlas of East-Central Europe (1993)[6][a]
- A History of Ukraine (1996).[8][9][2]
- Of the Making of Nationalities There Is No End (1999).[10][11][b]
- The Roots of Ukrainian Nationalism: Galicia as Ukraine's Piedmont (2002).[12][13][14]
- Ukraine: An Illustrated History (2007).[15]
- Carpatho-Rusyn Studies: An Annotated Bibliography (1988-2004).[c]

Editor
- The Reconstruction of Poland, 1914-23 (1992).[17]
- Encyclopedia of Canada's Peoples (1999).[18]
- Encyclopedia of Rusyn History and Culture (2002), junto a Ivan Pop.[19]
- Galicia: A Multicultured Land (2005), junto a Christopher Hann.[20]